# Ананьева, Александра Михайловна
Алекса́ндра Михайловна Ана́ньева (1909, Михайловская Слобода, Раменский район — 1992, Михайловская Слобода, Московская область) — доярка колхоза имени Тельмана Раменского района Московской области. Герой Социалистического Труда (1948). Тётя доярки А. П. Ананьевой.

## Биография
Родилась в 1909 году в селе Михайловская Слобода Бронницкого уезда Московской губернии (ныне Раменский район Московской области) в крестьянской семье. По национальности русская.
С 1944 года работала дояркой на Михайлово-Слободской молочно-товарной ферме колхоза имени Тельмана (с 1959 года предприятие носило название «совхоз имени Тельмана», с 1992 года — «племенное хозяйство "Чулковское"»). В 1947 году вместе с напарницей А. Х. Букотиной она надоила по 2 722 кг молока от каждой закреплённой коровы. В следующем, 1948 году, получила от 8 коров 5 143 кг при средней жирности молока 190 кг на одну корову, то есть вдвое больше молока.
Указом Верховного Совета СССР от 7 апреля 1949 года Александре Михайловне Ананьевой было присвоено звание Героя Социалистического Труда с вручением ордена Ленина и золотой медали «Серп и Молот» за получение высокой продуктивности животноводства в 1948 году.
в 1949 г. А.М. Ананьева удостоена звания Героя Социалистического Труда за получение высоких надоев от каждой фуражной коровы по 5 143 килограмма мотока с содержанием 190 килограммов жира.
Александра Михайловна Ананьева охотно делилась своим накопленным опытом и помогала молодым дояркам, в том числе своей племяннице Шуре Ананьевой (в браке — А. П. Паршина), также удостоенной Героя Социалистического Труда.
Находилась на пенсии с 1964 года, жила в родном селе Михайловская Слобода. Скончалась в 1992 году.

## Награды
- Герой Социалистического Труда — указом Президиума Верховного Совета СССР от 7 апреля 1949 года;
- Орден Ленина (7 апреля 1949), медаль.